# Driekapellen
Driekapellen was een Belgische gemeente die in 1971 ontstond door samenvoeging van de polderdorpen Oudekapelle, Nieuwkapelle en Sint-Jacobskapelle. Driekapellen had een oppervlakte van 17,62 km² en  telde in 1976 731 inwoners. Reeds in 1977 hield de gemeente op met bestaan door de fusie met de stad Diksmuide.

## Demografische ontwikkeling van de fusiegemeente
Alle historische gegevens hebben betrekking op de voormalige gemeente zoals ontstaan na de fusie op 1 januari 1971.
- Bronnen:NIS, Opm:1831 tot en met 1970=volkstellingen; 1976 = inwoneraantal op 31 december

## Politiek
Driekapellen had een eigen gemeentebestuur en twee burgemeesters tot de fusie van 1977. Burgemeesters waren:
- 1971-1976: Charles Basyn (1899-1976)
- 1976-1977: Joseph Delanghe (1921-2011)